# Voodoo Highway
| Recensione | Giudizio |
| ---------- | -------- |
| AllMusic   |          |

Voodoo Highway è il secondo album in studio dei Badlands, pubblicato nel 1991 per l'etichetta discografica Atlantic Records.

## Tracce
1. The Last Time (Gillen, Lee) 3:42
2. Show Me the Way (Gillen, Lee) 4:12
3. Shine On (Chaisson, Gillen, Lee) 4:22
4. Whiskey Dust (Gillen, Lee) 4:18
5. Joe's Blues (Lee) :58
6. Soul Stealer (Gillen, Lee) 2:58
7. Day Funk (Gillen, Lee) 3:52
8. Silver Horses (Gillen, Lee) 4:41
9. Love Don't Mean A Thing (Gillen, Lee) 4:01
10. Voodoo Highway (Gillen, Lee) 2:22
11. Fire And Rain (Taylor) 3:40
12. Heaven's Train (Chaisson, Gillen, Lee) 3:58
13. In a Dream (Gillen) 2:14

## Formazione
- Ray Gillen - voce
- Jake E. Lee - chitarra
- Greg Chaisson - basso
- Jeff Martin - batteria